# تشو سانج مي
تشو سانج مي (بالكورية: 추상미)‏ هي ممثلة كورية جنوبية. ولدت يوم 9 مايو 1973 في سول في كوريا الجنوبية.

## روابط خارجية
- تشو سانج مي على موقع IMDb (الإنجليزية)
- تشو سانج مي على موقع قاعدة بيانات الفيلم (الإنجليزية)